# Heliocopris furcithorax
Heliocopris furcithorax là một loài bọ cánh cứng trong họ Bọ hung (Scarabaeidae).